# Aleksandr Korieszkow (ur. 1952)
Aleksandr Iwanowicz Korieszkow, ros. Александр Иванович Корешков (ur. 23 lipca 1952 w Saratowie, Rosyjska FSRR) – rosyjski piłkarz, grający na pozycji pomocnika lub napastnika, trener piłkarski.

## Kariera piłkarska
W 1970 rozpoczął karierę piłkarską w drużynie Sokoł Saratów. W drugiej połowie 1977 roku bronił barw wojskowej drużyny SKA Chabarowsk. Potem został zaproszony do Spartaka Moskwa. Latem 1979 powrócił do Sokoła Saratów. W 1981 zasilił skład Fakiełu Woroneż. W 1984 ponownie wrócił do Sokoła Saratów, w którym zakończył karierę piłkarza w roku 1988.

## Kariera trenerska
Karierę szkoleniowca rozpoczął po zakończeniu kariery piłkarza. W 1988 pomagał trenować rodzimy klub Sokoł Saratów, potem wiele razy wracał do klubu pracując na różnych stanowiskach - dyrektora technicznego i sportowego, prezesa i głównego trenera. Oprócz saratowskiego klubu prowadził FK Bałakowo, Terek Grozny, Salut-Eniergija Biełgorod, Rotor Wołgograd, SKA-Eniergija Chabarowsk, Nioman Grodno i Fakieł Woroneż. Pomagał szkolić piłkarzy Saturna Ramienskoje oraz reprezentacji Rosji.

## Sukcesy i odznaczenia

### Sukcesy piłkarskie
Fakieł Woroneż
- brązowy medalista Pierwoj Ligi ZSRR: 1983

Sokoł Saratów
- mistrz strefy Wtoroj Ligi ZSRR: 1972, 1986

### Sukcesy trenerskie
Sokoł Saratów
- mistrz Pierwoj Ligi Rosji: 2000